# Regionalwert Aktiengesellschaft
Die Regionalwert Aktiengesellschaften sind Bürgeraktiengesellschaften der Social-Entrepreneurship-Bewegung, die Betriebe von der ökologischen Landwirtschaft über die Lebensmittelverarbeitung bis zum Handel und zur Gastronomie unterstützen.

## Leitbild und Idee
Ökonomisches Leitbild der Regionalwert AG ist die Subsistenzwirtschaft. Der Initiator Christian Hiß möchte aber nicht zurück zu einzelnen, sich selbst versorgenden Bauernhöfen, sondern die Idee auf ganze Regionen übertragen, die für die eigene Versorgung mit Lebensmitteln Sorge tragen. Das Ziel ist, Produzenten auf verschiedenen Stufen der Wertschöpfung mit den Konsumenten und Anteilseignern in der Bürgeraktiengesellschaft zusammenzubringen. Die beteiligten Menschen können dadurch über ihre Versorgung mitentscheiden, so dass die lokale Ernährungssouveränität erhöht wird. Dabei werden Unternehmen unterstützt, die für viele Investoren wegen mangelnder finanzielle Rendite unattraktiv sind, aber sich verpflichten, soziale und ökologische Nachhaltigkeitsstandards einzuhalten und damit einen „ökologischen Mehrwert“ erzeugen. Daher wird sowohl der finanzielle Erfolg, als auch eine „auf Nachhaltigkeitskriterien basierende Rechenschaftslegung“ durchgeführt. Durch unternehmerisches Handeln sollen so gesellschaftliche Problemstellungen gelöst werden und die Agrarwende vorangetrieben werden.

## Geschichte

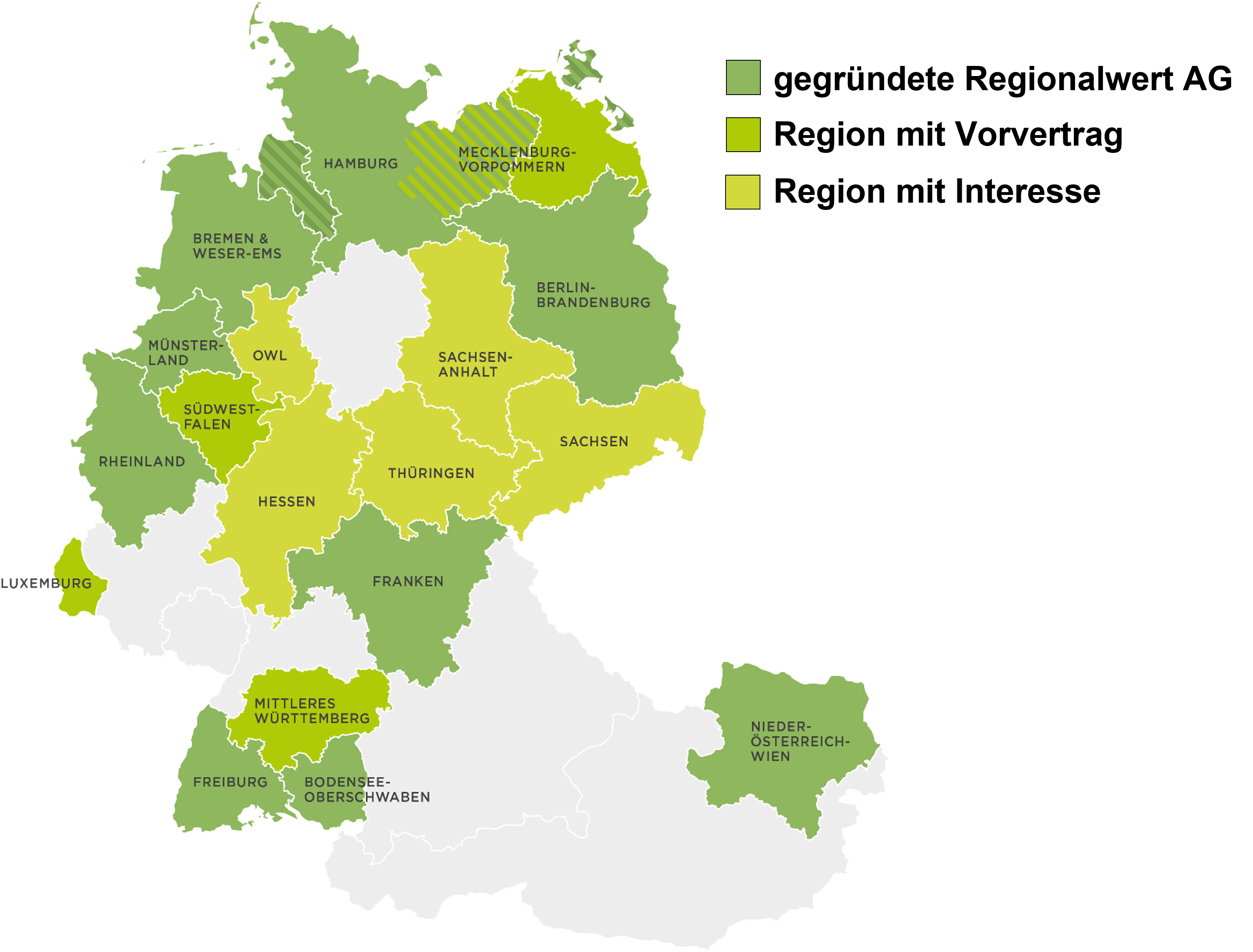

Die erste Regionalwert AG wurde 2006 in Eichstetten am Kaiserstuhl für den Regierungsbezirk Freiburg von dem Gärtner und Landwirt Christian Hiß gegründet. Mittlerweile gibt es neun Regionalwert-Aktiengesellschaften in den Räumen Freiburg-Südbaden, Hamburg, Rheinland, Berlin-Brandenburg, Franken (ehemals Regionalwert AG Oberfranken), Münsterland, Niederösterreich-Wien, Bodensee-Oberschwaben und Bremen & Weser-Ems. Zusammen haben die gegründeten Regionalwert AGs über 20,5 Mio. Euro Grundkapital, über 6.200 Aktionärinnen und Aktionäre und mehr als 20 Partnerbetriebe (Stand 2024). Um eine deutschlandweite Abdeckung mit Regionalwert AGs zu schaffen, haben einige Regionalwert AGs Gebietserweiterungen durchgeführt. So hat die Regionalwert AG Rheinland ihr Gebiet auf Ost- und Südwestfalen erweitert. Zudem gibt es im Rhein-Main-Gebiet eine von der Regionalwert AG inspirierte Bürger-AG.

## Struktur
Die Regionalwert AGs sind nach geltendem deutschem Aktienrecht strukturiert. Bürger und Organisationen (etwa Unternehmen, Kirchen, Stiftungen) können vinkulierte Namensaktien erwerben, deren Handel dadurch eingeschränkt wird. Alle Aktionäre sind den AGs namentlich bekannt und Aktien werden nicht an der Börse gehandelt, sondern nur von den jeweiligen Aktiengesellschaften rausgegeben. Das oberste Organ ist die Hauptversammlung der Aktionäre. Die Aktionäre wählen in der Hauptversammlung den Aufsichtsrat und dieser benennt den Vorstand, der die Geschäfte der Aktiengesellschaft führt.
Die Regionalwert AG baut einer Partnernetzwerk mit Betrieben aus der Land- und Lebensmittelwirtschaft auf. Hierbei gibt es zwei Modelle der Partnerschaft. Über eine Lizenzgebühr können Betriebe, die Interesse am Netzwerk haben, aber aktuell kein Kapital benötigen, Partnerbetrieb werden. Bei Betrieben, die Kapital benötigen, kann sich die Regionalwert AG finanziell beteiligen. Das Regionalwert-Partnernetzwerk besteht aus Betrieben aus den Bereichen Landwirtschaft, Verarbeitung, Handel und Gastronomie sowie Dienstleistungen. In diesem Netzwerk arbeiten die Partnerbetriebe eng zusammen, nehmen sich gegenseitig Ware ab und entwickeln Vorhaben wie eine gemeinsame Logistik und Vermarktung weiter.
Nach dem Leitsatz der Regionalwert AGs „regional – bio – fair“ müssen Betriebe einige Kriterien erfüllen, um Partnerbetrieb werden zu können. Sofern der Betriebszweig, es ermöglicht müssen die Betriebe biozertifiziert sein, oder eine Zertifizierung muss geplant sein. Zudem sollen sie sozial und regional wirtschaften. Die Partnerbetriebe sind verpflichtet ihre ökologischen, sozialen und regionalen Leistungen darzustellen, da diese als sozial-ökologische Rendite verstanden wird. Hierfür wird für die landwirtschaftlichen Betriebe seit 2021 die Regionalwert Leistungsrechnung genutzt.
Die Partnerbetriebe sind kein offizielles Organ der Aktiengesellschaft, berichten aber in der Hauptversammlung über ihre aktuelle Situation.
Die Regionalwert AGs sind untereinander über die Dachgesellschaft Regionalwert Impuls GmbH vernetzt. Diese vergibt die Marke „Regionalwert AG“ und unterstützt Initiativen bei der Gründung neuer AGs. Des Weiteren vernetzt sie die bestehenden Regionalwert AGs, bündelt das Wissen aus 18 Jahren Regionalwert-Bewegung und organisiert bundesweite Öffentlichkeitsarbeit, wie zuletzt die Kampagne „Was ist es dir wert“.
Das Sichtbarmachen der Gemeinwohl-Leistungen, welche die Landwirte durch ihre Arbeit erbringen, war seit Gründung der ersten Regionalwert AG ein wichtiger Bestandteil der Arbeit der Regionalwert AGs. In der ökologischen Landwirtschaft werden viele Leistungen erbracht, die zu einer lebenswerten Region beitragen, wie z. B. hohe Artenvielfalt, saubere Luft und sauberes Wasser etc. Aus der jahrelangen Arbeit in den Regionalwert AGs sowie einigen Forschungsprojekten der Regionalwert AG Freiburg-Südbaden wurde die Regionalwert Leistungsrechnung entwickelt. Diese wird von den Regionalwert Leistungen weiterentwickelt und vertrieben. Die Regionalwert Leistungsrechnung bewertet die Gemeinwohl-Leistungen von landwirtschaftlichen Betrieben in den Kategorien Ökologie, Soziales und Regionalökonomie anhand von ca. 500 Kennzahlen.
Zudem wurde 2022 die Regionalwert Research gegründet, eine gemeinnützige GmbH deren Ziel es ist resiliente regionale Wertschöpfungsräume durch wissenschaftliche Arbeit starkzumachen.

## Auszeichnungen
Der Initiator Christian Hiß wurde für die Gründung der ersten Regionalwert AG mit mehreren Preisen ausgezeichnet:
- 2009 Ashoka Fellow[44]
- 2009 Sonderpreis „Social Entrepreneur der Nachhaltigkeit“ vom Rat für Nachhaltige Entwicklung im Rahmen der Verleihung des Deutschen Nachhaltigkeitspreises[45]
- 2011 Preis „Social Entrepreneur of the Year“ von der Schwab Foundation for Social Entrepreneurship, überreicht von Bundeskanzlerin Angela Merkel[46]
- 2020 ZEIT Wissens Preis Mut zur Nachhaltigkeit, Kategorie „Handeln“[47]

Zudem hat die Regionalwert AG Hamburg 2022 den Metropolitaner-Award 2022 in der Kategorie „Unternehmen“ gewonnen.